# Azinfos-methyl

strukturní vzorec Azinfos-methylu

Azinfos-methyl (obch. značka Guthion, systematický název O,O-dimethyl S-[(4-oxo-1,2,3-benzotriazin-3(4H)-yl)methyl]dithiofosfát) je širokospektrální orfanofosfátový insekticid. Podobně jako u jiných pesticidů této třídy, jeho insekticidní vlastnosti (a také toxicita pro člověka) vycházejí z jeho působení jakožto inhibitoru cholinesterázy.
Azinfos-methyl je neurotoxin odvozený od neurotoxických otravných látek vyvíjených během druhé světové války. V USA je registrován pro použití na zeleninu a na ovocné a ořechové stromy. Není registrován pro použití spotřebiteli. Je spojován se zdravotními problémy zemědělců, kteří ho aplikují. Americká agentura EPA uvažuje, že by již neobnovila jeho registraci kvůli „obavám o zemědělce, aplikátory pesticidů a o vodní ekosystémy“. Po skončení sporu vedeného United Farm Workers of America a dalšími skupinami, vyhlásila EPA, že zahájí odstraňování zbývajícího užívání tohoto pesticidu od roku 2007 s tím, že bude dokončeno do roku 2012. V lednu 2007 byl však případ znovu otevřen, přičemž se žalobci snaží dosáhnout rychlejšího zákazu.
V Evropské unii je azinfos-methyl zakázán již od roku 2006. Úřad Environmental Risk Management Authority na Novém Zélandu učinil rozhodnutí stáhnout azinfos-methyl z užívání během pětiletého období počínaje rokem 2009.